# Boo Blasters on Boo Hill
Boo Blasters on Boo Hill ist eine interaktive Familien-Themenfahrt, die von der Sally Corporation entwickelt und hergestellt wurde. Die Attraktion wurde 2010 in vier Freizeitparks der Six-Flags-Gruppe eröffnet – Canada's Wonderland, Carowinds, Kings Dominion und zuvor in Kings Island. Die Attraktion war eine leichte Abwandlung und ersetzte Scooby-Doo! and the Haunted Castle, nachdem Cedar Fair (jetzt Six Flags) beschlossen hatte, bis 2010 alle Hanna-Barbera-Marken aus allen Parks zu entfernen.

## Geschichte
2006 kaufte Cedar Fair Paramount Parks von CBS. Mehrere der im Rahmen des Kaufs erworbenen Parks – Canada's Wonderland, Carowinds, Kings Dominion und Kings Island – hatte eine Geisterbahn der Sally Corporation, die an das Attraktionsmodell Scooby-Doo's Haunted Mansion des Unternehmens angelehnt war. In der Nebensaison 2009–2010 begann Cedar Fair mit der Entfernung der Nickelodeon- und Hanna-Barbera-Themen aus den kürzlich erworbenen Vergnügungsparks. Für die Fahrgeschäfte in Haunted Mansion wurde die Sally Corporation beauftragt, das Scooby-Doo-Thema zu entfernen und durch ein neues zu ersetzen. Das neue Thema hieß „Boo Blasters on Boo Hill“ und wurde in der Saison 2010 in allen vier Parks eingeführt.